# Francesco Ciuppa
Le baron Francesco Ciuppa, né le 29 mai 1875, est un ancien pilote automobile italien habitant de Palerme.
Il figure parmi les cinq premiers palermitains à posséder un véhicule automobile.
En 1903 il s'achète une voiture française Berliet, courant avec celle-ci huit mois après lors de la Settimana automobilistica de Brescia, avec l'obtention de deux victoires.
En 1909, il devient le premier sicilien à gagner la quatrième édition de la Targa Florio, avec une S.P.A. (de couleur rouge), devant son ami et organisateur Vincenzo Florio, sur Fiat. Il obtient aussi le meilleur temps au tour en course. Ciuppa participe par la suite à quelques épreuves françaises, avec de bons résultats, et en 1911 il s'adjuge la Coupe des Voiturettes du circuit des Madonies.
En 1913, il gagne la Coupe de Régularité dite de Masino Termine lors de l'épreuve Palerme-Partinico-Trapani, mise en jeu par le Prince de Salemi.
Après le premier conflit mondial, il devient membre du comité organisateur de la Targa Florio au côté de Vincenso Florio, pour l'aider à faire perdurer celle-ci.